# Time Waits for No One: Anthology 1971-1977
Albums de The Rolling Stones
Some Girls
(1978) Emotional Rescue
(1980)
Time Waits for No One: Anthology 1971–1977 est une compilation du groupe The Rolling Stones sortie le 1er juin 1979. Comme son titre l'indique, elle contient des titres parus entre Sticky Fingers (1971) et Love You Live (1977).

## Titres
Toutes les chansons sont de Mick Jagger et Keith Richards.

### Face 1
1. Time Waits for No One – 6:39
2. Bitch – 3:37
3. All Down the Line – 3:48
4. Dancing with Mr. D – 4:52
5. Angie – 4:33

### Face 2
1. Star Star – 4:26
2. If You Can't Rock Me / Get Off of My Cloud – 4:56
3. Hand of Fate – 4:28
4. Crazy Mama – 4:34
5. Fool to Cry – 5:04